# The Birdmen of Alkatraz
The Birdmen of Alkatraz sono stati un gruppo musicale rock italiano annoverato tra i principali esponenti nazionali della neopsichedelia.

## Storia del gruppo
Il gruppo è nato a Pisa nel 1984 formato da Daniele Caputo (batteria), Maurizio Curadi (chitarra), già membri assieme ad Alessandro Ansani degli Useless Boys gruppo formatosi nell'anno precedente, Giаnfrаnco Migliаccio (basso). Il gruppo è poi completato da un secondo chitarrista Marcello Ventura.
Dopo l'esordio su una compilation del 1985 della Electric Eye, il gruppo pubblica l'EP d'esordio Glidin' Off nel 1987, ispirato al garage rock. Un loro brano viene pubblicato negli USA nella compilation Battle of the Garage Vol.4. Successivamente fuoriescono Ventura e Curadi che fonda gli Steeplejack a cui subentrano Francesco Bocciardi e Stefano Magni. Con la nuova formazione il gruppo reinterpreta dal vivo You Must Be a Witch dei Lollipop Shoppe edita negli Stati Uniti nella compilation The Exploding Underground e registra nel 1989 l'esordio sulla lunga distanza From the Birdcage che viene pubblicato  solo l'anno successivo dalla Contempo Records. Il disco si avvale della splendida copertina di Rick Griffin, famoso per aver disegnato molti posti psichedelici negli anni '60.
Il gruppo si scioglie nel 1991, successivamente Caputo forma i Boot Hill Five registrando un album rimasto inedito e ristampato anni dopo in tiratura limitata dalla AUA Records per poi unirsi al gruppo neoprogressive degli Standarte e formare nel 1999 i London Underground, gruppo psichedelico.
Nel 2003 viene pubblicata dalla Aua Records un album dal vivo Psychedelic Series n.9.

## Discografia

### Album
- 1989 - From the Birdcage - (Contempo Records, 33 giri)
- 2003 - Psychedelic Series n.9 (live) (Aua Records, CD)

### Singoli
- 1987 - Glidin' Off (Electric Eye, 45 giri)